# Chris Matthews
Pour les articles homonymes, voir Matthews.

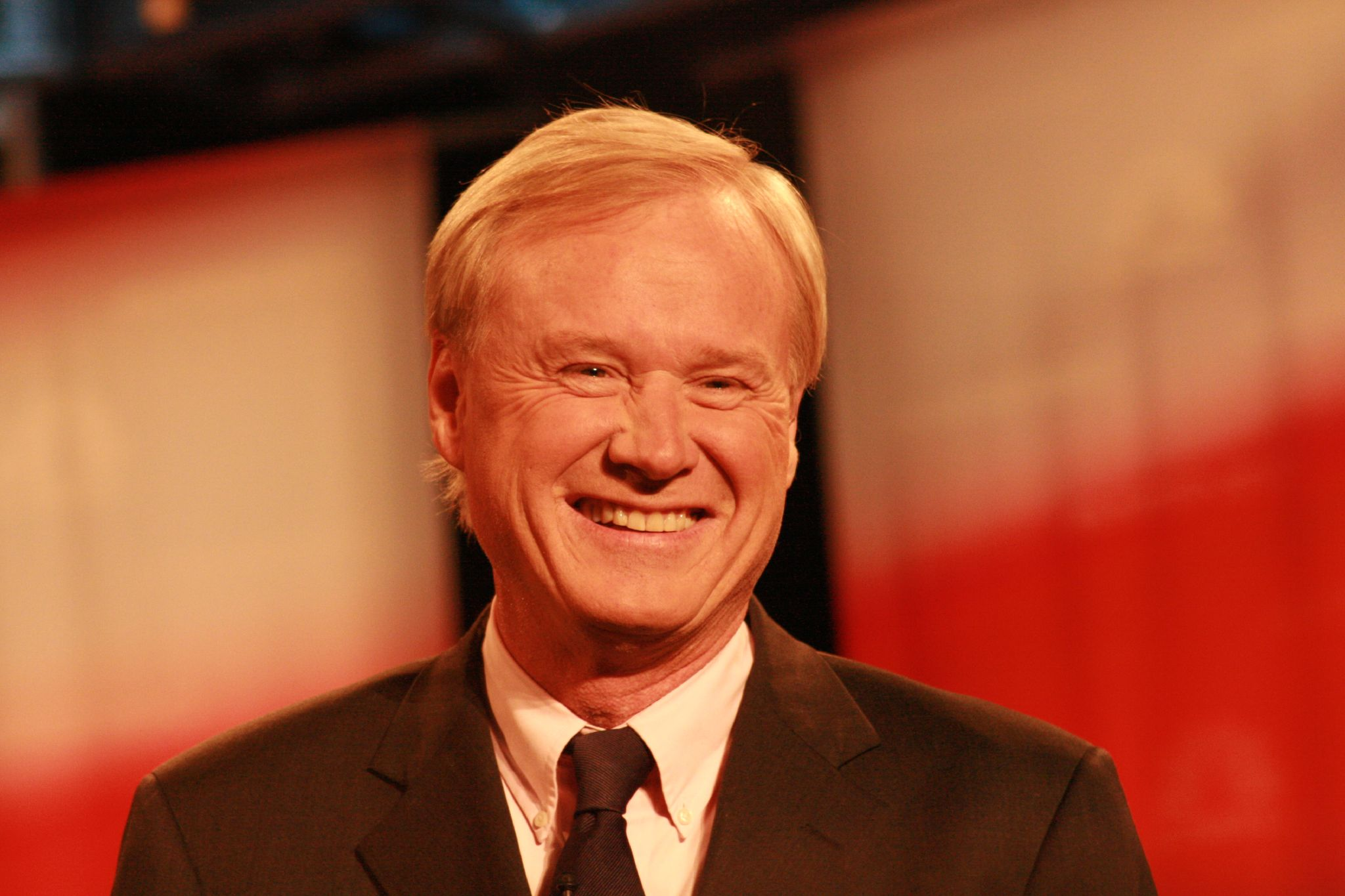
Chris Matthews en 2007

Christopher John Matthews, dit Chris Matthews, né le 17 décembre 1945, est un journaliste, commentateur politique américain et présentateur de nouvelles. Il a animé de 1994 à 2020 l'émission d'information Hardball with Chris Matthews diffusée quotidiennement sur la chaîne de télévision d'information en continu MSNBC. Il a animé également The Chris Matthews Show, une émission d'information et de débat diffusée le week-end et produite par NBC News. Il fait fréquemment des apparitions, tant sur NBC que sur MSNBC, en tant que spécialiste et commentateur de l'actualité politique.
Il fait campagne en 1974 sous les couleurs du Parti démocrate pour la Chambre des représentants des États-Unis, et recueille 24 % des voix. Il a été rédacteur des discours présidentiels de Jimmy Carter, et a ensuite été six années durant un proche conseiller de Tip O'Neill lorsqu'il a été président de la Chambre des représentants, jouant un rôle direct dans plusieurs batailles difficiles contre l'administration Reagan.
Il est catholique, issu d'une famille irlando-américaine. Il est marié avec la journaliste américaine Kathleen Matthews.

## Caméo
Il joue son propre rôle dans le film Président d'un jour (1993).

## Publications
Chris Matthews est l'auteur de plusieurs essais dans le domaine de la politique américaine. Il a notamment consacré deux ouvrages au président américain John F. Kennedy.
- Kennedy & Nixon: The Rivalry that Shaped Postwar America, New York, Simon & Schuster, 1996,  (ISBN 0684810301).
- Hardball: How Politics Is Played, Told By One Who Knows the Game, New York, Simon & Schuster, 1999,  (ISBN 0684845598).
- Now, Let Me Tell You What I Really Think, New York, Free Press, 2001,  (ISBN 0684862360).
- American: Beyond Our Grandest Notions, New York, Free Press, 2002,  (ISBN 0743240863).
- Life’s a Campaign: What Politics Has Taught Me About Friendship, Rivalry, Reputation, and Success, New York, Random House, 2007,  (ISBN 9781400065288).
- Jack Kennedy: Elusive Hero, New York, Simon & Schuster, 2011,  (ISBN 9781451635089).

## Sources
- (en) Cet article est partiellement ou en totalité issu de l’article de Wikipédia en anglais intitulé « Chris Matthews » (voir la liste des auteurs).